# Belgisch-deutsche Beziehungen
Die beiden Nachbarländer Belgien und Deutschland sind beide Mitglieder der NATO, der Europäischen Union und der Eurozone. Die belgisch-deutsche Grenze weist eine Länge von 156 Kilometern auf.
Belgien verfügt über eine Botschaft in Berlin und Honorarkonsuln in Langerwehe (Kreis Düren), Bremen, Duisburg, Frankfurt am Main, Hamburg, Hannover, München und Stuttgart. Deutschland betreibt eine Botschaft in Brüssel. Honorarkonsuln gibt es in Lüttich, Hasselt, Antwerpen und Eupen.
Einige deutsche Städte (zum Beispiel Hanau und Köln) sind beziehungsweise waren traditionelle Zentren der belgischen protestantischen Diaspora. Deutsch ist neben Niederländisch und Französisch dritte Landessprache in Belgien. Die Deutschsprachige Gemeinschaft Belgiens ist die kleinste der drei politischen Gemeinschaften in Belgien. Die Staatsoberhäupter beider Länder nehmen an den alljährlichen Treffen der deutschsprachigen Länder teil.

## Geschichte

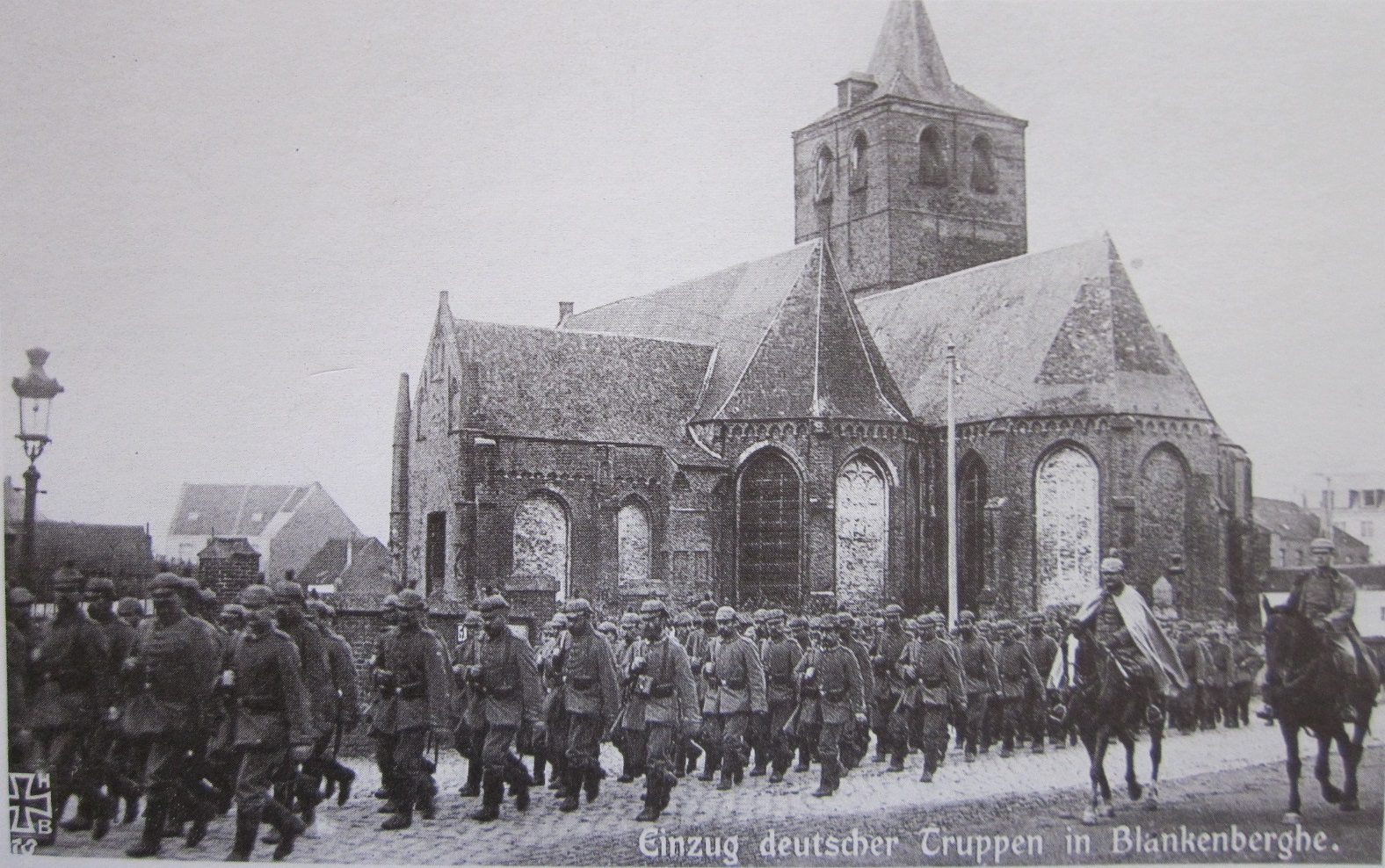
Einzug deutscher Truppen in Blankenberge, 1914

Das Gebiet des heutigen Belgien war flächenmäßig größtenteils über viele Jahrhunderte lang bis Ende des 18. Jahrhunderts zusammen mit Deutschland Teil des Heiligen Römischen Reiches Deutscher Nation. Das galt vor allem für das Herzogtum Brabant, das Hochstift Lüttich, das Herzogtum Limburg und die Grafschaft Hennegau. Die Grafschaft Flandern war jedoch bis auf einen kleinen Teil östlich der Schelde, Reichsflandern, lange Zeit kein Teil – und danach auch nur für kurze Zeit ein Teil – des Heiligen Römischen Reiches Deutscher Nation, sondern stand unter französischer Oberhoheit (Kronflandern). Die Grafschaft Flandern umfasste in etwa das heutige Ostflandern, Westflandern, Seeflandern und Französisch-Flandern. Unabhängig von der Lehnsherrschaft des römisch-deutschen Kaisers über große Teile des heutigen Belgiens und der Lehnsherrschaft des französischen Königs über die Grafschaft Flandern erwarben die Herzöge von Burgund aus dem Hause Burgund-Valois – einer unabhängigen Seitenlinie des französischen Königshauses Valois – durch geschickte Heirats- und Vertragspolitik zwischen 1384 und 1443 die Herrschaft über große Teile des heutigen Belgiens und der Niederlande (burgundische Niederlande). Am 19. August 1477 heiratete Erzherzog Maximilian von Österreich in Gent im Schloss Ten Walle Erbherzogin Maria von Burgund, Tochter von Karl dem Kühnen, der ohne männlichen Thronfolger kurz zuvor in der Schlacht bei Nancy gefallen war. Maximilian wurde durch diese Heirat iure uxoris Herzog von Burgund. Damit fiel das burgundische Erbe an die Habsburger (Habsburgische Niederlande). Erst im Frieden von Madrid 1526 musste Frankreich auf seine Oberlehnshoheit über Flandern verzichten. Bei der Einteilung in Reichskreise des Deutschen Reiches von 1548 wurde Flandern fortan dem Burgundischen Reichskreis zugeordnet. Im Frieden von Münster 1648 wurde das endgültige Ausscheiden der Niederlande, einschließlich des heutigen Belgiens, aus dem Heiligen Römischen Reich besiegeld. Die spanischen Habsburger hatten die Niederlande mittels des Burgundischen Vertrags bereits im Jahr 1548 schon wieder weitgehend aus dem Herrschaftssystem des Heiligen Römischen Reiches herausgelöst.
Erster König des 1830 unabhängig gewordenen Belgiens wurde 1831 Leopold I. aus dem deutschen Adelsgeschlecht Sachsen-Coburg und Gotha. Aus seiner Linie stammen bis heute alle Könige der Belgier. Am 19. April 1839 wurde Luxemburg zwischen Belgien und den Niederlanden durch das erste Londoner Abkommen aufgeteilt. Preußen wurde unter anderem Garantiemacht der belgischen Unabhängigkeit. Erster Teil wurde die belgische Provinz Luxemburg, zweiter das Großherzogtum Luxemburg, welches Teil des Deutschen Bundes blieb und durch das Haus Oranien-Nassau regiert wurde. Die Teilung Luxemburgs erfolgte überwiegend entlang der französisch-deutschen Sprachgrenze. Das einst deutschsprachige Areler Land fiel jedoch an Belgien.
Vor dem Ersten Weltkrieg bestanden vielfältige Formen des zivilgesellschaftlichen Austausches und wichtige Wirtschafts- und Handelsbeziehungen. Verstärkt wurde dieses Miteinander durch das Selbstbild vieler Belgier von Belgien als terre d'entre deux, als Mittler zwischen germanischer und romanischer Kultur. Das Humboldtsche Bildungsidea hatte auf belgische Universitäten einen erheblichen Einfluss.
Der Überfall Deutschlands auf Belgien nach dem deutschen Ultimatum an Belgien (siehe auch: Chronologie der Julikrise 1914) war in seiner Bedeutung für die deutsch-belgische Beziehungen gewaltig. Deutschland verletzte dadurch seine Pflichten aus dem Londoner Abkommen als Garantiemacht der belgischen Neutralität. Prägend waren die in der Anfangsphase des Ersten Weltkriegs verübten deutschen Kriegsgräuel wie die Zerstörung Löwens im Zuge der Franktireurs-Hysterie (siehe: Rape of Belgium) und die Materialschlachten auf belgischen Boden, wie die Flandernschlachten. Ab November 1916 wurde 120.000,- Belgier nach Deutschland zur Zwangsarbeit verschleppt. Das Gedächtnis prägten Widerstandskämpferinnen wie Gabrielle Petit und Edith Cavell. Wirkung zeigte auch die deutsche Flamenpolitik während der deutschen Besatzung Belgiens.
Als Folge des Versailler Vertrags wurden im Gebiet von Eupen-Malmedy mit mehrheitlich deutschsprachiger Bevölkerung eine umstrittene Volksbefragung durchgeführt, die zum Anschluss Eupen-Malmedys an Belgien führt.
Ein weiterer Tiefpunkt deutsch-belgischer Beziehung war die Beteiligung Belgiens an der Ruhrbesetzung und der deutsche passive Widerstand.
1937 erneuerte Deutschland seine Garantieerklärung für die Unabhängigkeit Belgiens. Durch die Schlacht um Belgien verletzte Deutschland diese erneut. Während der deutschen Besatzung kam es in Belgien einer Judenverfolgung. Beispielhaft stehen dafür Auffanglager Fort Breendonk und das SS-Sammellager Mechelen. Ab 1950 wurde im Generalprozess die deutschen Besatzungsherrschaft juristisch aufgearbeitet. Belgien verfolgte nach dem Zweiten Weltkrieg zunächst weitreichende Annexionspläne. Außerdem war Belgien an der militärischen Besetzung Deutschlands durch eine belgische Zone innerhalb der britischen Besatzungszone beteiligt.
1951 nahmen Belgien und Deutschland diplomatische Beziehungen auf. Erster deutschen Botschafter wurde Anton Pfeiffer. Grundlegend für die Nachkriegsbeziehungen wurden mehrere bilaterale Verträge und die Integration beider Staaten in die Europäischen Gemeinschaften und die NATO. Nach 1945 kam es langsam zu einer tiefgreifenden Aussöhnung und Zusammenarbeit beim Aufbau europäischer Strukturen und Institutionen.
Der deutsch-belgische Ausgleichsvertrag vom September 1956 umfasste Grenzfragen und regelte abschließend die Frage um das 1920 abgetretene Gebiet von Eupen-Malmedy, setzte erste Entschädigungen für NS-Opfer in Belgien fest und legte die Grundlagen für ein Doppelbesteuerungsabkommen. Gleichzeitig wurde ein deutsch-belgisches Kulturabkommen geschlossen. Die deutsche Schule in Brüssel wurde 1951 noch vor dem Inkrafttreten des Kulturabkommens wiederbegründet. Die deutsche Schule in Antwerpen wurde 1969 wiederbegründet. Das deutsche belgischen Doppelbesteuerungsabkommen wurde dann am 11. April 1967 abgeschlossen. Das Globalabkommen vom 1960 sah eine Zahlung in Höhe von 80 Millionen DM an Belgien für die Entschädigung von NS-Opfern vor. 1962 zahlte Deutschland 30 Millionen DM zur Entschädigung von versehrten ehemaligen Wehrmachtsoldaten aus Eupen-Malmedy. Dieser Vertrag wurde 1973 nachverhandelt und es erfolgte eine erneute Zahlung von 13,5 Millionen DM.
Anfang des 20. Jahrhunderts diente die Architektur Belgiens als Motiv für deutsche Zeichner und Graphiker, darunter Roland Anheißer, Luigi Kasimir und Ernst Oppler.

## Diplomatischer Austausch
Belgien verfügt über eine Botschaft in Berlin und Honorarkonsuln in Langerwehe (Kreis Düren), Bremen, Duisburg, Frankfurt am Main, Hamburg, Hannover, München und Stuttgart. Deutschland betreibt eine Botschaft in Brüssel. Honorarkonsuln gibt es in Lüttich, Hasselt, Antwerpen und Eupen.
Bereits im Jahr 1900 bestand in der damaligen Hauptstadt des deutschen Kaiserreichs eine Botschaft: in der Roonstraße 12, im heutigen Tiergartenviertel, befand sich die Residenz. Als Botschafter sind ein Baron Jules Greindl und vier weitere Mitarbeiter eingetragen.
1913 erwarb Belgien in der Jägerstraße 53 ein Herrenhaus für die Belgische Botschaft in Berlin, das 1884 von Ernst von Mendelssohn-Bartholdy errichtet wurde. 1938 kaufte Belgien das Haus in der Jägerstraße 52 dazu. Beide Gebäude wurden während des Zweiten Weltkriegs vollständig zerstört und lagen nach dem Krieg in der Sowjetzone. Das Grundstück lag brach und wurde durch die DDR 1966 enteignet und darauf ein Objet des MfS errichtet. Die Kanzlei der Botschaft Belgiens in Bonn befand sich zunächst in der Kommende Muffendorf, dann in der Kaiser-Friedrich-Straße 7, wo die Villa Pflüger abgebrochen wurde, um ein neues Kanzleigebäude zu errichten. Ende 1993 kaufte Belgien das Grundstück in der Jägerstraße von der Stadt Berlin zurück. Nach einer Zwischennutzung als belgischen Kulturzentrum, wurde am 17. Mai 2001 die Kanzlei der belgischen Botschaft in Berlin in der Jägerstraße 52–53 wiedereröffnet. Die deutsche Architektin Elisabeth Rüthnick hat das Gebäude unter Erhaltung der Plattenbausubstanz umgestaltet.
Die Deutsch-Belgisch-Luxemburgische Parlamentariergruppe pflegt die Beziehungen zwischen dem Deutschen Bundestag und dem Föderalen Parlament. Vorsitzender in der 20. Wahlperiode ist Patrick Schnieder (CDU/CSU). Stellvertretende Vorsitzende sind Ye-One Rhie (SPD), Corinna Rüffer (Bündnis 90/Die Grünen), Reinhard Houben (FDP) und Dr. Malte Kaufmann (AfD).
Vom 05. bis 07. Dezember hatten ihre Majestäten, Königin Mathilde d’Udekem d’Acoz und König Philippe (Belgien) einen Staatsbesuch in Deutschland durchgeführt. Dabei besuchten sie Berlin und Dresden.

## Regionale Beziehungen
Die Euregio Maas-Rhein ist eine Europaregion in der Rechtsform eines Europäischen Verbunds für territoriale Zusammenarbeit im Grenzraum Belgiens, Deutschlands und der Niederlande um die Städte Aachen, Lüttich und Maastricht. Die kommunalen Partnerschaften zwischen belgischen und deutschen Gemeinden, insbesondere zwischen wallonischen Gemeinden und deutschen Gemeinden sind weniger zahlreich, als mit Frankreich.

## Wirtschaftliche Beziehungen
Der Austausch von Waren und Dienstleistungen zwischen Belgien und Deutschland betrug 2023 107,6 Milliarden Euro. Damit ist Deutschland vor Frankreich (90,7 Mrd. Euro) und nach den Niederlanden (130,5 Mrd. Euro) Belgiens wichtigster Handelspartner. Als Außenhandelskammer besteht die AHK Debelux.

## Verkehr
Vor dem Ersten Weltkrieg verkehrte zwischen Paris, Ostende, Brüssel, Köln, Hanover und Berlin bis Sankt Petersburg der Nordexpress. Zwischen 1929 und 1939 wurde der Ostende-Köln-Pullman-Express betrieben. Nach dem Zweiten Weltkrieg wurde ab 1954 der Saphir-Zug von der Deutschen Bundesbahn als Nachfolger des Pullmann-Expresses zwischen Ostende und Dortmund in Betrieb genommen. Der Saphir wurde ab Juni 1957 in das Trans-Europ-Express-Netz aufgenommen und später auf die Verbindung Brüssel-Köln umgestellt. Ab 1989 wurde der TEE durch den Eurocity abgelöst. Der Eurocity trug den Namen Hans Memling.
Ab dem 13. Dezember 1997 wurde der Eurostar (ex-Thalys) in Betrieb genommen. Im Fernverkehr der Deutschen Bahn verkehren seit Dezember 2002 als Verbindung zwischen Brüssel und Frankfurt über Lüttich, Aachen und Köln zudem der ICE International. Zeitgleich wurde im Nahverkehr zwischen Lüttich und Aachen der euregioAIXpress eingeführt.
Im Fernstraßennetz wurde Anfang der 1960er Jahre die Belgienlinie bis zum neu errichteten Grenzübergang Aachen-Lichtenbusch gebaut. Auf belgischer Seite wurde die König Baudouin-Autobahn fertiggestellt, die belgischen Verkehrsplanungen zufolge den Hafen von Antwerpen mit dem Ruhrgebiet verbinden sollte. Ab 1976 wurde die Belgienlinie durch eine kürzere Verbindung zum Hafen von Antwerpen ersetzt. Diese führt heute über die belgischen Autobahn 13 und Autobahn 2, der niederländischen Autobahn 76 sowie der Bundesautobahn 4 Richtung Köln.